# 蔡栻
蔡栻（1464年—？年），字元敬，浙江錢塘縣人，順天府大興縣匠籍，治《詩經》，明朝政治人物。

## 生平
弘治五年（1492年）壬子科順天府鄉試第二十七名舉人。弘治九年（1496年）中式丙辰科二甲第九名進士。

## 家族
曾祖蔡亮；祖父蔡潤，封工部郎中；父蔡誌，右參政。母屠氏（封宜人）。